# Liste der Monuments historiques in Saulmory-Villefranche
Die Liste der Monuments historiques in Saulmory-Villefranche führt die Monuments historiques in der französischen Gemeinde Saulmory-Villefranche auf.

## Liste der Objekte
| Bezeichnung                     | Beschreibung                                                                  | Standort                                    | Kennzeichnung | Schutzstatus | Datum | Bild |
| ------------------------------- | ----------------------------------------------------------------------------- | ------------------------------------------- | ------------- | ------------ | ----- | ---- |
| Kommunionbank                   | Gusseisen, 19. Jahrhundert                                                    | Saulmory, in der Kirche St-Denis (Lage)     | PM55001435    | Inscrit      | 1976  |      |
| Kanzel                          | Holz, 18. Jahrhundert                                                         | Saulmory, in der Kirche St-Denis (Lage)     | PM55002335    | Inscrit      | 1995  |      |
| Monstranz                       | Silber, vergoldet, Anfang des 19. Jahrhunderts, von Jean Salmon               | Saulmory, in der Kirche St-Denis (Lage)     | PM55002336    | Inscrit      | 1995  |      |
| Skulptur Madonna mit Kind (1)   | Stein, farbig gefasst, 16. Jahrhundert                                        | Villefranche, in der Kirche St-Denis (Lage) | PM55002338    | Inscrit      | 1992  |      |
| Grabstein für Gillette de Dugny | Stein, bezeichnet 1312                                                        | Saulmory, in der Kirche St-Denis (Lage)     | PM55000559    | Classé       | 1913  |      |
| Skulptur Madonna mit Kind (2)   | Stein, farbig gefasst, 15. Jahrhundert                                        | Saulmory, in der Kirche St-Denis (Lage)     | PM55000560    | Classé       | 1913  |      |
| Skulptur Heiliger Nikolaus      | mit Nische; Holz, farbig gefasst, 18. Jahrhundert; 1979 gestohlen             | Saulmory, in der Kirche St-Denis (Lage)     | PM55001434    | Inscrit      | 1976  |      |
| Roter Ornat                     | Kasel, Stola, Bursa, kelchvelum und Manipel; Seide, bestickt, 19. Jahrhundert | Saulmory, in der Kirche St-Denis (Lage)     | PM55002337    | Inscrit      | 1993  |      |
| Hauptaltar                      | Altartisch und Baldachin; Marmor, Holz, 18. oder 19. Jahrhundert              | Saulmory, in der Kirche St-Denis (Lage)     | PM55001432    | Inscrit      | 1976  |      |
| Chorgestühl und Wandvertäfelung | Eichenholz, 18. Jahrhundert                                                   | Saulmory, in der Kirche St-Denis (Lage)     | PM55001433    | Inscrit      | 1976  |      |